# Olav Stedje
Olav Stedje (Sogndal, 8 giugno 1953) è un cantante norvegese.

## Biografia
Ta meg med (1981), secondo album in studio del cantante, ha raggiunto la 7ª posizione della VG-lista ed è stato in lizza per lo Spellemannprisen al pop. Olav Stedje, uscito l'anno successivo, si è fermato alla 3ª posizione della classifica. Nello stesso anno è avvenuta la pubblicazione del quarto album, Tredje Stedje, vincitore dello Spellemannprisen al pop dell'anno e classificatosi 18º.
Stille natt (1983) si è collocato al 17º posto, mentre Når sola renn (1986) ha scalato la graduatoria norvegese fino al 10º posto. Eg kjem likevel (1987) ha ricevuto la nomination per lo Spellemannprisen all'album country dell'anno.
Nella seconda metà del 1991 ha ottenuto la sua prima top ten nella hit parade nazionale con Stao no pao - Superlag frå sogndal. Ikkje utan deg (2010) è stato il suo LP più recente a fare l'ingresso in classifica, finendo al 38º posto.

## Discografia

### Album in studio
- 1977 – Heime igjen (con Ole Brums orkester)
- 1981 – Ta meg med
- 1982 – Olav Stedje
- 1982 – Tredje Stedje
- 1983 – Stille natt (con Randi Hansen)
- 1984 – Rocken Bom
- 1984 – Silje
- 1986 – Når sola renn
- 1987 – Eg kjem likevel
- 1990 – Ei gåve til deg
- 1995 – Bot og bedring
- 2006 – Livstegn
- 2010 – Ikkje utan deg
- 2013 – Vest for verdas ende
- 2015 – Det lyser i stille grender

### Album dal vivo
- 2009 – I levande live

### Raccolte
- 1998 – 21 Beste
- 2014 – Vi vandrar saman - Dei 20 gjevaste

### Singoli
- 1982 – Eventyr
- 1985 – Nattergal/Kick It Out (con Mia)
- 1986 – På flukt
- 1986 – Ein nordmann sin draum
- 1987 – Snurra på barten
- 1987 – Stengjetid
- 1990 – Kan hende
- 1991 – Stao no pao - Superlag frå sogndal (con S.I.L. - Gjengen)
- 1993 – VM på sykkel
- 1995 – Gi dei bot
- 1998 – Den fyrste song
- 2006 – Du og eg
- 2009 – Reise hjem (con Guren Hagen)
- 2012 – Okken bom
- 2023 – Lisjebreiløkjen (con Odd-Erik Lothe)
- 2024 – Kvitvin eller kald rosé